# 萨瑟兰路站
萨瑟兰路站（英語：Sutherland Road station）是马萨诸塞湾交通局运营的轻轨绿线B支线车站。车站位于联邦大道中央隔离带上，在萨瑟兰路和联邦大道交汇路口。车站由两座侧式站台组成，不是无障碍车站。